# 인터뷰 (2007년 영화)
《인터뷰》(영어: Interview)는 2007년 공개된 미국의 드라마 영화로, 2003년 네덜란드의 동명 영화의 리메이크 작품이다.

## 출연

### 주연
- 시에나 밀러
- 스티브 부세미

### 조연
- 타라 엘더스
- 몰리 그리피스
- 잭슨 루
- 데이빗 쉑터
- 필립 본란덴
- 웨인 윌콕스
- 얀 시
- 안소니 록
- 애쉬리 위스트

## 기타
- 원작자: 테오도르 홀맨
- Line PD: 마크 카민
- 미술: 로렌 윅스
- 의상: 빅토리아 파렐